# Le Figlie del Vento
Le Figlie del Vento sono state un gruppo musicale italiano, attivo artisticamente negli anni Settanta.

## Storia del gruppo
Il gruppo, fondato dal maestro Franco Chiaravalle, si forma a Milano nel 1973 con quattro elementi femminili: Rosa Giannoccaro di Bari, Tonia Tassari di Taranto, Ledi Codognato di Milano, e Piera Lecce di Lizzano. Il loro modo di cantare si basa sull'armonia tonale delle voci, con cori polifonici su ottave diverse delle componenti.
Partecipano nel 1973 a Sanremo con la canzone Sugli sugli bane bane, un nonsense a tema culinario, ma vengono eliminate prima della serata finale; tuttavia il brano avrà un ottimo successo nelle trasmissioni radiofoniche.
Dopo Sanremo pubblicano un album dal titolo I carciofi son maturi se li mangi poco duri, altra loro canzone a sfondo "alimentare". Nonostante il tono totalmente disimpegnato delle loro canzoni, hanno autori importanti alle spalle come Roberto Vecchioni che firma le canzoni Tu sei il lattaio e Cicati cikà. A volte il nonsense dei testi sembra guidato solo dall'accostamento dei suoni delle parole, senza apparente significato. Il risultato fu alquanto isolato nel panorama degli anni Settanta, in un certo senso precoce rispetto al filone disimpegnato e goliardico degli anni Ottanta di gruppi come Elio e le Storie Tese. Grazie all'immediatezza del brano, ottengono un risultato incoraggiante, scalando, più che altro, la Schif Parade dei Malalingua (pseudonimo di Luciano Salce e Bice Valori), una sorta di Hit Parade alla rovescia, dedicata alla musica più brutta o più kitsch del momento all'interno di una trasmissione radiofonica comica e un po' cattiva. Così commentavano: "Sugli sugli/bane bane / sono quattro, sono strane/ tutte insieme fanno un cane/ sono figlie ...del vento. "
Nel 1974 partecipano ad Un disco per l'estate con Benedetto chi ha inventato l'amore (pronunciato amòre). Negli anni producono qualche altro singolo, senza mai arrivare al grande successo. Di fatto si sciolgono con l'arrivo degli anni Ottanta.
Un tentativo di riformare il gruppo avviene tra il 1977 e il 1978: senza Ledi Codognato e sotto contratto Ri-Fi e con il nuovo nome EVA EVA EVA pubblicano rispettivamente l'album "Donna Donna Donna" dal quale viene estratto l'omonimo singolo (entrambi i vinili godranno di discreto successo, sfiorando la 24 posizione in classifica) e il secondo "Sì per sempre". Il riscontro positivo convincerà la Ri-Fi a pubblicare nel 1978 un secondo album semplicemente intitolato "Eva Eva Eva" dal quale viene estratto il singolo "Love me please forever". L'lp contiene anche "Vivo Sarai", cover dei Bee Gees "Stayin' Alive". Entrambi gli album si rifanno parecchio al sound della disco dance che imperversava in quel periodo. Ottimi gli arrangiamenti musicali e le venature dance internazionali che si riallacciano a Donna Summer, Cerrone, Barry White, Bee Gees, ecc. Il secondo album purtroppo non ottiene il successo del precedente lavoro.
Nel 1997 partecipano alla trasmissione Anima mia condotta da Fabio Fazio, entrando nell'ondata di revival. Pubblicheranno per l'occasione un CD dei loro brani più noti, ricantati ed un paio di inediti in chiave dance.
Nel settembre del 2008 partecipano alla prima puntata dello show di Carlo Conti I migliori anni in onda su Rai 1, dove ripropongono il loro primo successo Sugli sugli bane bane.
Nel 2022 Rosa Giannoccaro partecipa al programma RAI The Voice Senior.
Il 28 Dicembre 2023, Rosa Giannoccaro tramite il proprio profilo Facebook, rende nota l'improvvisa morte di Ledi Codognato.

## Discografia

### 45 giri
- 1973 - Sugli sugli bane bane/Rosa è la rosa viola è la viola (45 giri, CAR Juke Box, distribuzione Ricordi, CRJ NP 1088)
- 1973 - Cikati Cikà/Il volo (45gg, CAR Juke Box, CRJ NP 1889)
- 1973 - I carciofi son maturi se li mangi poco duri/Tu sei il lattaio (45 giri, CAR Juke Box, distribuzione Ricordi, CRJ NP 1091)
- 1973 - Dulce dulce bana bana/Sugli sugli bane bane (45 giri con versione spagnola sul lato A, uscita in Argentina, RCA)
- 1974 - El mundial de futbol/Los alcauciles estan maduros si los comes algo duros (45 giri con versioni spagnole di Giro rock tondo e I carciofi son maturi se li mangi poco duri)
- 1974 - Benedetto chi ha inventato l'amore/Un fiammifero acceso (45 giri, CAR Juke Box, distribuzione Ricordi, CRJ NP 1093)
- 1975 - Revolution/Paternò (45 giri, Ariston Records, AR 0671)
- 1978 - Mare/Sugli sugli bane bane (disco remix) (Disco Più, DP 21033)

### 33 giri
- 1973 I carciofi son maturi se li mangi poco duri (CAR Juke Box, CRJK 7033)
- 1974 I successi del Disco Estate (Dischi Ricordi, RIS 86139), con il brano Benedetto chi ha inventato l'amore
- 1975 E che c'entriamo noi con i guai del mondo (Ariston Records, AR/LP 12261)
- 1997 Il meglio (D.V. More Record, CDDV6163)

Tracce
1. Sugli sugli bane bane (nuova versione ricantata)
2. Benedetto chi ha inventato l'amore (nuova versione ricantata)
3. Canzone (Lucio Dalla)
4. Attenti al lupo (Ron)
5. Jungle's mandolino (nuova versione ricantata)
6. La città (nuova versione ricantata)
7. Tu sei il lattaio (nuova versione ricantata)
8. Rosa è la rosa viola è la viola (nuova versione ricantata)
9. Mama Loo (nuova versione ricantata)
10. I carciofi son maturi se li mangi poco duri (nuova versione ricantata)
11. Cicati cikà (nuova versione ricantata)
12. Giro rock tondo (nuova versione ricantata)
13. Baila (di Zucchero Fornaciari)
14. Puoi fare di più